# Нојендетелзау
Нојендетелзау (њем. Neuendettelsau) општина је у њемачкој савезној држави Баварска. Једно је од 58 општинских средишта округа Ансбах. Према процјени из 2010. у општини је живјело 7.773 становника. Посједује регионалну шифру (AGS) 9571180.

## Географски и демографски подаци
Нојендетелзау се налази у савезној држави Баварска у округу Ансбах. Општина се налази на надморској висини од 438 метара. Површина општине износи 33,8 km². У самом мјесту је, према процјени из 2010. године, живјело 7.773 становника. Просјечна густина становништва износи 230 становника/km².

## Међународна сарадња
| Мјесто | Држава    | Врста сарадње | Од    |
| ------ | --------- | ------------- | ----- |
|        | Француска | партнерство   | 1995. |
| Извор  |           |               |       |